# Jennifer Andersson
Jennifer Andersson (Förslöv, ...) è un'ex attrice pornografica svedese.
Attiva prevalentemente nel periodo 2000-2006, ha partecipato a molti film diretti da Mike Beck, tra cui Ridskolan e Angeli all'inferno.

## Filmografia
- Cacciatori di zombi (Die Zombiejäger) (2005)
- Coxxxuckers 2 (2005) (Video)
- Coxxxuckers (2005) (Video)
- 5 Blondes (2003) (Video)
- En porrstjärna föds (2003) (Video)
- Jaw Breakers 2 (2003) (Video)
- Prästdottern (2003) (Video)
- Svenska porrstjärnor (2002) (Video)
- Svensk lusta (2002) (Video)
- Iskallt begär (2002) (Video)
- Angeli all'inferno (Farlig potens) (2002) (Video)
- 150 Nordiska kaskader (2002) (Video)
- Lolitan på skidskolan (2002) (Video)
- Nordiska nybörjare 6 (2002) (Video)
- Swedish Girls Exposed (2002) (Video)
- Ridskolan, regia di Mike Beck (2001) (Video)
- Lolitans sommarlov (2001) (Video)
- Trick Baby (2000) (Video)
- Lolitan på ridläger (2000) (Video)